# 풀 메탈 재킷
《풀 메탈 재킷》(Full Metal Jacket)은 1987년 개봉한 스탠리 큐브릭 감독, 제작 영화이다. 각본은 구스타브 해스퍼드의 소설 쇼트타이머스를 원작으로 큐브릭, 마이클 헤어, 해스퍼드가 썼다. 출연진으로는 매슈 모딘, 애덤 볼드윈, 빈센트 도노프리오, 로널드 리 어메이, 도리언 헤어우드, 알리스 해워드, 케빈 메이저 하워드, 에드 오로스 등이 있다. 영화 줄거리는 미국 해병대의 한 소대에서 벌어지는 가혹한 훈련과, 베트남 전쟁 당시 구정 대공세 전투에 참여한 소대원들의 이야기를 따라가고 있다. 제목 "풀 메탈 재킷"은 병사들이 사용하는 전피갑탄을 의미한다.
영화는 비평적으로 높은 평가를 받았으며 아카데미 각색상 후보에 올랐다. 2001년 미국 영화 연구소는 《풀 메탈 재킷》을 100대 스릴러 중 95위로 선정했다.

## 출연과 등장인물

### 주연
() 안은 극중 별칭이다.
- 매튜 모딘 - 제임스 T 데이비스(조커) 역

본작의 주인공으로 빈정거리는 말투로 하트먼으로부터 "조커"라는 별명으로 불리게 된다. 하트먼에게도 빈정댈 수 있는 배짱을 보여 훈련 중 분대장으로 발탁, 레오나드를 지도하라고 명령받는다. 고등학생 때 신문부에 있었기 때문에 훈련을 마친 후 스타즈 앤 스트라이프스의 대변인이 된다.
- 아담 볼드윈 - 애니멀 마더 역
- 빈센트 도노프리오 - 레오나드 로렌스(고머 파일) 역

별명은 드라마 앤디 그리피스 쇼와 속편 고머 파일, U.S.M.C.의 해병대원 등장인물인 고머 파일에서 유래되었다. 해병대에 자원한 것은 좋지만 신발끈을 매지 못하는 등 기본적인 생활능력이 떨어지는 면이 있어 훈련소에서는 애초에 얼빠지고 그때마다 하트맨의 혹독한 지도를 받는다. 이를 반복하다 보니 연대책임으로 본인을 제외한 전원이 벌을 받게 됐고 이를 원망한 동기 훈련생들에게서 밤중에 린치(Blanket party로 불리는 구타)를 당했고, 시중을 들었던 조커도 착잡한 표정을 지으며 동참했다. 이후 사격 실력이 높아졌지만 정신적 문제가 심화되어 대여된 M14 자동소총에 말을 하는 기행이 두드러져 동기생들의 눈총을 받는다. 원작에서는 최우수 훈련생으로 졸업 퍼레이드에서 "예장 블루 드레스"를 입는 영예를 안았다. 훈련소를 떠나기 전날 밤 병영 변소에서 무기고에서 들고 나온 M14 자동소총에 실탄을 장전해 하트먼을 사살하고 자신도 총구를 입에 물고 방아쇠를 당겨 자살한다.
- R. 리 이메이 - 하트먼 역

엄한 훈련으로 늘 훈련생들을 가차 없이 품위 없는 속어로 매도하고 발로 차는 체벌을 가하는 귀신 중사. 훈련병을 고의적으로 도발해 반응을 살피기도 하고 못난 레오나드를 같은 훈련생 조커에게 맡기는 등 직업군인으로서의 노련함도 보여준다. 훈련병들이 훈련소를 떠나기 전날 밤, M14를 가지고 나온 레오나드를 타이르지만 총격을 당해 살해된다.
- 도리안 헤어우드 - 에잇볼 역
- 알리스 하워드 - 에반스(카우보이) 역
- 케빈 메이저 하워드 - 랩터맨 역
- 에드 오로스 - 볼터 J 시노스키(미스터 터치다운)
- 존 테리
- 키에론 제키니스
- 브루스 보아
- 커크 테일러
- 존 스태포드
- 팀 콜세리 - 기관총 사수 역
- 이안 타일러
- 게리 랜든 밀즈
- 샐 로페즈
- 파필론 수 수
- 노크 레

### 조연
- 피터 에드먼드
- 탠 훙 프랜시온느
- 린느 홍 - 매춘부 역

## 기타
- 원작자: 구스타프 하스포드
- 공동제작: 필립 홉스
- 협력프로듀서: 마이클 허
- 조명: 더글라스 밀섬
- 조감독: 레온 비탈리
- 미술: 안톤 펄스트
- 의상: 키스 데니

## 같이 보기
- 영광의 길 (1957년 영화)
- 프로젝트 100,000
- 베트남 전쟁 영화
- 후에 전투